# Аксаково
Акса̀ково е град в североизточна България, административен център на община Аксаково, област Варна. По данни на ГРАО към 15 март 2024 г. в града живеят 7842 души по настоящ адрес и 8117 души по постоянен адрес.

## География
Градът се намира на 80 – 140 метра над морското равнище, застроен е върху полегата равнина в южното подножие на Франгенското плато, наклонена към Варненското езеро, на 10 километра северозападно от центъра на Варна.
Климатът на Аксаково спада към умерено-континенталната климатична област Северно Черноморие.

## История
Старото име на селището е Аджемлер, което според Васил Миков се превежда като „Персийци“.
Организираното обучение на ученици в селото започва през 1886 г., а първата училищна сграда е построена през 1892 г. При избухването на Балканската война в 1912 година 4 души от Аджемлер са доброволци в Македоно-одринското опълчение. През 1924 г. край селото преминава главният водопровод на Варна. На 14 август 1934 година селото е преименувано на Акасаково, по името на руския общественик Иван Аксаков, играл активна роля в започването на Руско-турската война от 1877 – 1878 година.
Местната църква Успение на Пресвета Богородица е построена за богослужение за Рождество Христово през 1899 г. В началото на ХХ век в Аксаково за първи път във Варненско е въведено тютюнопроизводството. През 1944 г. селото се състои се от 300 къщи с близо 350 семейства, организирани в самостоятелна енория.
През 1973 година е построена нова сграда на училището, което от 1981 г. е средно общообразователно.
Аксаково има статут на село до 27 май 2004 г., когато с решение № 451 на правителството на Симеон Сакскобургготски то става град. Селището покрива необходимите условия за да стане град – има над 3500 жители и има изградена социална и техническа инфраструктура.
През 2013 г. е обявен за „Най-добър млад град на България“' в класацията на „Дарик радио“ и вестник „24 часа“.

## Население
Численост на населението според преброяванията през годините:
| \| Година на преброяване \| Численост \| \| --------------------- \| --------- \| \| 1934 \| 1217 \| \| 1946 \| 1153 \| \| 1956 \| 1119 \| \| 1965 \| 1940 \| \| 1975 \| 5055 \| \| 1985 \| 6131 \| \| 1992 \| 7039 \| \| 2001 \| 7269 \| \| 2011 \| 7801 \| \| 2021 \| 7150 \| |           |
| Година на преброяване | Численост |
| 1934 | 1217      |
| 1946 | 1153      |
| 1956 | 1119      |
| 1965 | 1940      |
| 1975 | 5055      |
| 1985 | 6131      |
| 1992 | 7039      |
| 2001 | 7269      |
| 2011 | 7801      |
| 2021 | 7150      |

Численост и дял на етническите групи според преброяването на населението през 2011 г.:
|                     | Численост | Дял (в %) |
| Общо                | 7801      | 100,00    |
| Българи             | 6754      | 86,57     |
| Турци               | 89        | 1,14      |
| Цигани              | 37        | 0,47      |
| Други               | 48        | 0,61      |
| Не се самоопределят | 41        | 0,52      |
| Неотговорили        | 832       | 10,66     |

В града има общност на Евангелската методистка епископална църква.

## Инфраструктура
Аксаково има стратегическо географско разположение: на 1,5 км. от Летище Варна (което е на територията на община Аксаково), на 12 км. от пристанище Варна и на 12 км. от „Варна-Запад“. През територията на община Аксаково преминава магистрала „Хемус“.
На територията на Аксаково има:
- две детски градини: „Детство мое“ и „Дружба“
- едно средно училище: СУ „Свети Климент Охридски“[10]
- Медицински център „Анакиевски“ (МЦ „Анакиевски“)
- Център за подкрепа на личностно развитие (ЦПЛР): ЦПЛР – Аксаково
- читалище „Просвета“

## Култура
Футболният отбор на града се казва ФК Аксаково. През 2018 г. е реализирано сътрудничество с хърватския футболен гранд „Динамо Загреб“ в сферата на детско-юношеския футбол.

## Известни личности
Родени в Аксаково
- Георги Петлешев (1913 – 1942), деец на българското работническо младежко движение
- Желязко Ив. Желев, македоно-одрински опълченец, четата на Коста Попето[11]
- Тодор Михалев (27.04.1997 г.), български състезател по модерен петобой